# Notoxantha
Notoxantha is een geslacht van vlinders van de familie tandvlinders (Notodontidae), uit de onderfamilie Notodontinae.

## Soorten
- N. aurorina Kiriakoff, 1961
- N. sesamiodes Hampson, 1910